# Sant Quirze de Besora
Sant Quirze de Besora est une commune de la province de Barcelone, en Catalogne, en Espagne, de la comarque d'Osona.

## Géographie

### Voies de communication et transports
- Gare de Sant Quirze de Besora

## Culture locale et patrimoine

### Personnalités liées à la commune
- Ermessende de Carcassonne (v. 975-1058) : comtesse de Barcelone morte à Sant Quirze de Besora.